# Station Köln-Chorweiler
Station Köln-Chorweiler (Duits: Bahnhof Köln-Chorweiler) is een gemeenschappelijk S-Bahnstation en een metrostation van de Stadtbahn van Keulen in het stadsdeel Chorweiler van de Duitse stad Keulen. Het station ligt aan de spoorlijn Keulen – Neuss – Krefeld. Het station werd in 1975 in gebruik genomen een heeft 2 perrons en 3 sporen. De S-bahn heeft in de richting van Keulen een zijperron en in de andere richting een gemeenschappelijk middenperron met de stadbahn lijn 15 die hier zijn eindstation heeft.

## Treinverbindingen
| Serie | Treinsoort            | Route | Bijzonderheden                             |
| ----- | --------------------- | --- | ------------------------------------------ |
| S 6   | S-Bahn (DB Regio NRW) | Köln-Worringen – Köln-Chorweiler – Köln-Nippes – Köln Hbf – Langenfeld (Rhld) – Düsseldorf-Benrath – Düsseldorf Hbf – Ratingen Ost – Essen Hbf | Dienstregeling S6 geldig vanaf 10-12-2023  |
| S 11  | S-Bahn (DB Regio NRW) | Düsseldorf Luchthaven Terminal – Düsseldorf Hbf – Neuss Hbf – Norf – Nievenheim – Dormagen – Köln-Chorweiler – Köln Hbf – Bergisch Gladbach    | Dienstregeling S11 geldig vanaf 10-12-2023 |

## Stadtbahn-lijnen
|    | Route | Lengte  | Gem. snelheid | Afstand tussen haltes |
| -- | --- | ------- | ------------- | --------------------- |
| 15 | Chorweiler - Longerich - Nippes - Hansaring - Friesenplatz - Ubierring in de spits elke 5 minuten Longerich-Ubierring | 15,2 km | 24,0 km/h     | 705 m                 |

0,0: Köln Hbf ·
2,3: Köln-Nippes ·
7,8: Köln-Longerich ·
9,8: Köln Volkhovener Weg ·
10,6: Köln-Chorweiler ·
11,5: Köln-Chorweiler Nord ·
12,9: Köln-Blumenberg ·
14,8: Köln-Worringen ·
17,7: Dormagen Chempark ·
20,8: Dormagen ·
24,3: Nievenheim ·
27,0: Neuss-Allerheiligen ·
29,7: Norf ·
33,8: Neuss Süd ·
36,2: Neuss Hbf ·
43,2: Meerbusch-Osterath ·
50,5: Krefeld-Oppum ·
53,6: Krefeld Hbf ·
59,1: Benrad-St.Tönis ·
65,0: Kempen ·
68,5: St. Hubert-Vösch ·
72,7: Aldekerk ·
76,3: Nieukerk ·
83,6: Geldern ·
88,6: Wetten ·
92,5: Kevelaer ·
98,6: Weeze ·
105,5: Goch ·
108,4: Pfalzdorf ·
114,1: Bedburg-Hau ·
118,4: Kleve ·
120,4: Cleve Tiergarten ·
122,5: Donsbrüggen ·
125,1: Nütterden ·
128,1: Frasselt ·
129,3: Kranenburg